# プジョー・205

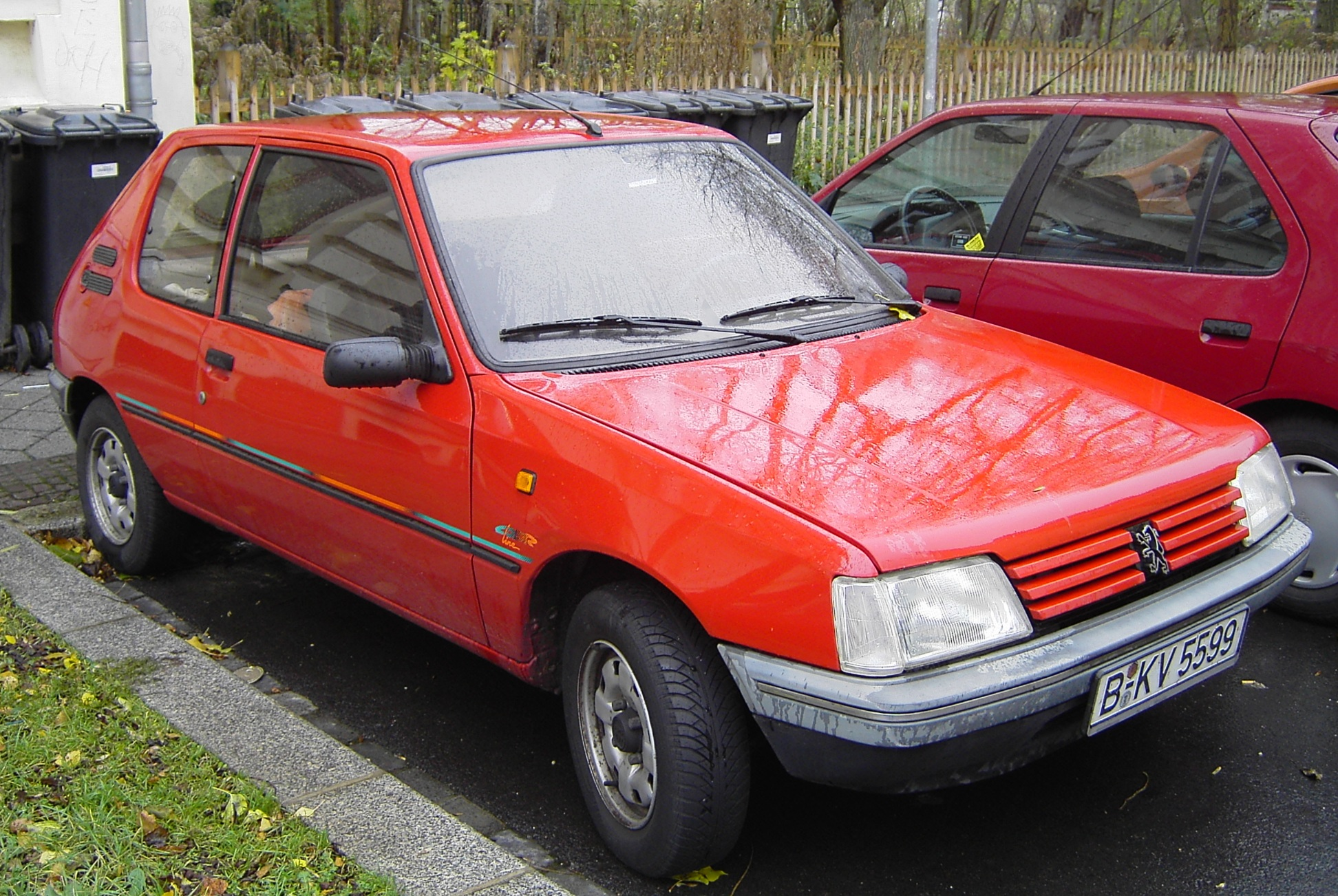
205

プジョー・205 (Peugeot 205 ) は、フランスの自動車メーカー、プジョーが1983年から1998年にかけて製造・販売した、小型のハッチバック型乗用車（コンパクトカー）である。

## 概要
スタイリングは社内のデザイン部門であるスタイル・プジョーとピニンファリーナの合作によるものである。ピニンファリーナ側のデザイナーはレオナルド・フィオラヴァンティである。
のちに追加されたカブリオレ型のデザイン及び、車体組み立てやトップの製作はピニンファリーナが担当した。
テレビドラマや雑誌などにも数多く登場し、それまでの日本ではクルマ好き以外にはほとんど無名であったプジョー・ブランドを一般に浸透させた記念碑的モデルと言える。
のちに姉妹車として3ボックスの309がデビューしており、こちらも日本に導入された。

## 歴史
1983年に104の後継車種として欧州でデビューした。
日本市場への導入は、当時505などを輸入していた西武自動車販売がシトロエンの輸入に力を入れていたため消極的で（1985年のプジョーの年間登録台数はわずか59台だった）、1983年（昭和58年）設立のオースチン・ローバージャパン（ARJ）が、ミニとオースチン・モンテゴの間を埋める車種として1986年（昭和61年）5月から輸入を開始した。
1988年（昭和63年）にはスズキを通して、一部のスズキカルタス店でも販売を開始、東京都内でプジョーの主要ディーラーであった「日商岩井自動車販売」（現:プジョー東京）も当初はスズキから供給を受けた。
1994年2月に306が登場すると同時にバリエーションが整理された。
1995年末頃にフランス国内販売が終了。海外では1998年まで生産された。なお、モデルナンバーとしても後継車と言える206は1998年に発表され、日本には1999年5月に導入されている。

## バリエーション

### 205GTI
欧州での発表は1983年。1986年の日本導入と同時に販売開始されたイメージリーダーとも言えるホットハッチ。当初は1,600cc（105PS/115PSが存在）の左ハンドル・5速マニュアルトランスミッションモデルのみであったが、1988年にストロークアップにより排気量が拡大された1,900cc（100PS）モデルが導入されると同時に右ハンドルモデルが追加された。1989年には4速オートマチックトランスミッションモデルも追加。5速MTモデルは120PSとなり、4輪ディスクブレーキ、15インチホイールを装備した。のちに4速オートマチックトランスミッションモデルも120PSとなった。1991年よりパワー・ステアリングが搭載されるなど装備の一層の充実がはかられた。

### 205CTI（カブリオレ）

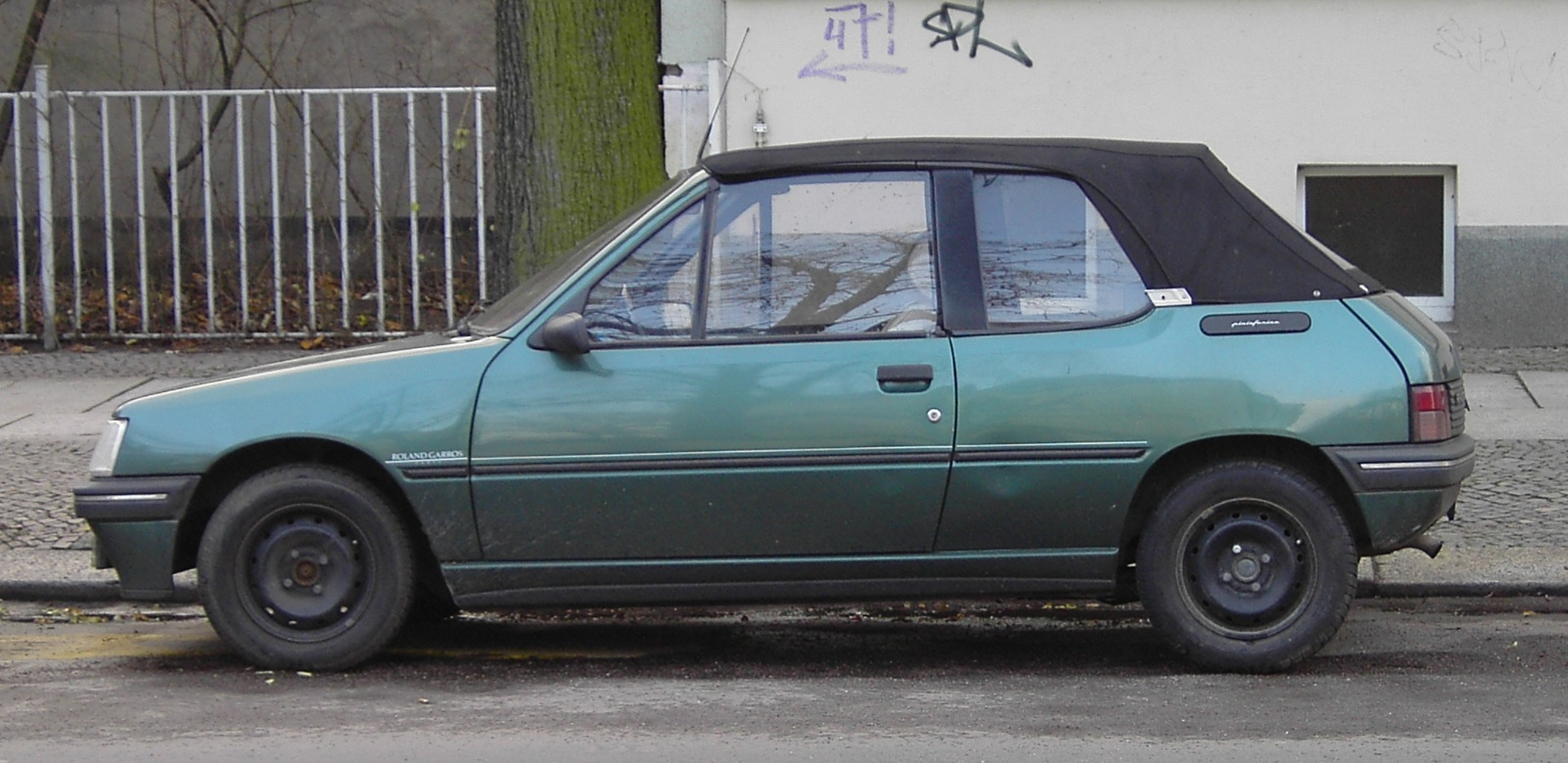
205カブリオレ・ローラン・ギャロス

1987年日本導入開始、当初は1,600cc、115PSの左ハンドル・5速MTモデルのみだった。1988年に後期型インパネの左ハンドル車が僅かながら存在した。直後にGTI同様1,900cc（100PS）に排気量を拡大、後期型インパネの右ハンドルモデルが登場。1989年後半からは4速オートマチックトランスミッションのみの設定となった。のちにソフトトップの開閉が電動化され、1,900ccエンジンはGTIと同じ120PSとなった。ピニンファリーナ製の美しいカブリオレは女性にも人気を博した。

### 205ターボ16

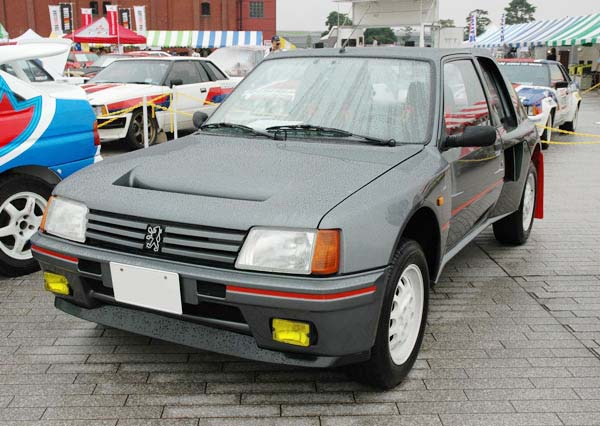
205ターボ16ロードカー

1984年発売。1,800ccのターボチャージャー付きエンジンをミッドシップに搭載し、四輪駆動化された世界ラリー選手権グループBカテゴリー参戦の為のスペシャルモデル。ホモロゲーション取得のために販売されたロードバージョンは200ps/6750rpmであったが、競技用のワークスカーは205T16E1で350馬力、205T16E2は450馬力を発生したと言われている。ロードバージョンのserie200の総生産台数は200台であった。競技用ワークスカーは参戦当時E1・E2合わせて20数台が製作されたとされているが、日本には並行輸入されたロードカーのみが10数台存在するものと思われる。
- ロードカーは基本色がガンメタリック。オプションカラーとしてパールホワイトが設定されていた。
- ほとんどの外板パーツが専用品に変更されている。大きく張り出した前後のブリスターフェンダーが特徴的で、ボンネットにはラジエータの熱気抜きのダクト、リアフェンダーには空冷式インタークーラーとエンジン冷却用に外気を導入するためのダクトが設けられている。
- リアカウルはヒンジ式で大きく開くことができるので、エンジン内部への整備性に寄与しているが、軽量なアクリルウインドウを使用するワークスカーと違い、ロードカーのカウルは大きなリアガラスがはめ込まれているため、非常に重い。
- カウルを開けると目に入ってくるのが大きな三角形のパネルであるが、これは内部に電動ファンが設置されており、ターボチャージャー及びエグゾースト系の熱を強制的にリアから逃がす仕組みになっている。
- KKK（Kühnle Kopp und Kausch）製ターボチャージャーはおよそ3,000rpm前後から機能し、過給圧は0.7barである。

### その他

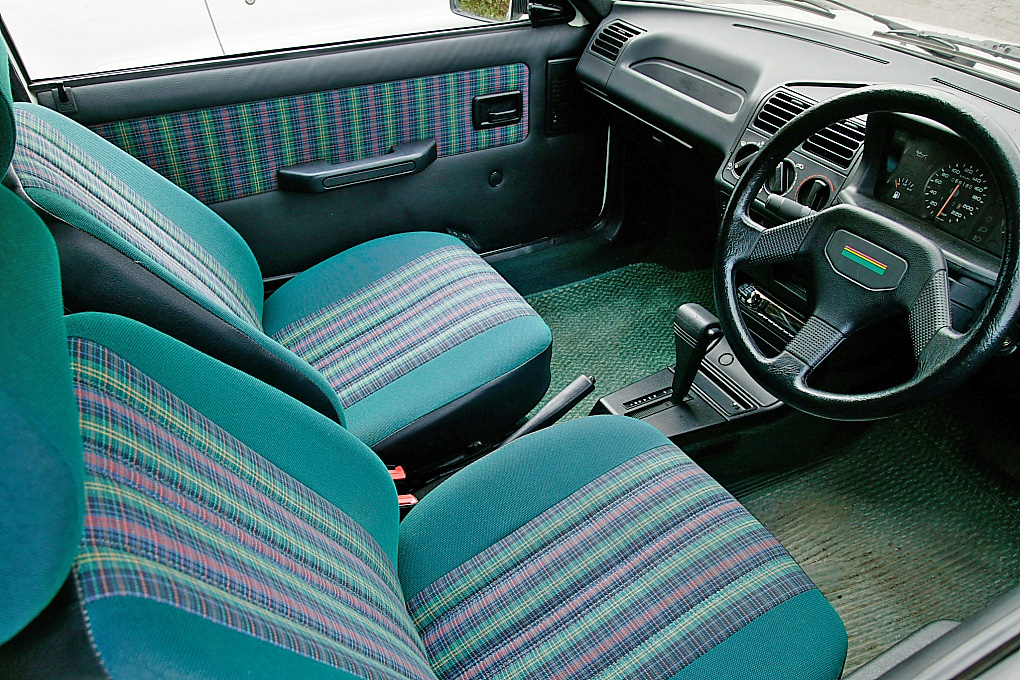
ブロンシュの室内

#### 日本投入車種
- 205SRD - 1,769 ccのディーゼルエンジンを搭載する5ドアモデル。日本でも導入初期にごく少数が輸入された。
- 205オートマチック - 205シリーズ初のATモデル。日本ではCTIと同時期に導入。燃料供給方式はソレックス製キャブレター。
- 205XS - 1,400 ccエンジンを搭載した廉価版。1987年（昭和62年）より投入。ウェーバー製キャブレターを搭載。
- 205ラコステ - ラコステとのタイアップモデル。
- 205ブロンシュ - ル・マン24時間レース優勝記念の限定車。ボディカラーはその名の通り白。
- 205Si - 後期の廉価モデルで1,600 ccまたは1,900 ccのエンジンを搭載。

#### 日本未投入車種
- 205ラリー - ラリー競技参加のためのベースモデル。1,300 ccエンジンにウェーバー製キャブレターを組み合わせ、装備の簡略化などにより790 kgという非常に軽い車両重量を実現していた（GTI本国仕様は1,600 ccモデルで850 kg、1,900 ccモデルで880 kg）。日本には数台が並行輸入された。
- 205ローラン・ギャロス - プジョーが1984年からスポンサードしている全仏オープンテニス「ローラン・ギャロス大会」を記念して設定された限定車。現行車種では同モデルが日本国内にも導入されている。

## モータースポーツでの活躍
1980年代から1990年代初頭にかけて、プジョーはモータースポーツ部門であるプジョー・タルボ・スポールが中心となって活躍していた。当時のディレクターはジャン・トッドであった。このプジョー・タルボ・スポールの手によって1984年のWRCツール・ド・コルスにて205T16E1がデビューし、初戦で2位を獲得。その後も強豪ひしめく群雄割拠のグループBの中でもランチア・ラリー037、アウディ・クワトロ、ランチア・デルタS4といった強敵に互角以上に打ち勝ち、数戦後には更に戦闘力を高めた改良型205T16E2を投入する磐石のシーズン運びを見せ、結果1985年ティモ・サロネンと1986年ユハ・カンクネンの2年連続でドライバーとマニュファクチャラーズのダブルタイトルを獲得するに至った。
登場当時覇を誇っていたフロントエンジン4WD車・アウディ・クワトロの牙城を崩し、ミドシップ4WD車のWRCにおける優位性を確立した。のちに、同様のコンセプト及び駆動系などのレイアウトを各メーカー毎の解釈に基づき製作されたランチア・デルタS4、MG・メトロ6R4、フォード・RS200などが続々と発表・実戦投入され、レイアウトはそのままにショートホイールベース化され更に過激な進化を遂げたアウディ・スポーツ・クワトロ等と共に、グループB最終年となる1986年までラリー・コンペティションの歴史に残るパワー戦争を繰り広げた。
1987年以降のグループB消滅後はE2ベースの205T16GRでパリ・ダカール・ラリーに参戦、後継の405T16GRと合わせると1990年まで四連覇するという快挙を達成、そのあまりの強さに「砂漠のライオン」として競合メーカーに怖れられ、のちにパリ・ダカを制する三菱自動車の挑戦をことごとく跳ね返した。
205は、全日本ラリー選手権に当時のインポーターであったARJのサポートにより参戦した。ライバルの通称・ハチロクと呼ばれるAE86型レビン/トレノと名バトルを繰り広げたのはあまり知られていない。なお同選手権に左ハンドル車として初めてエントリーしたマシンである。